# Leucotabanus sebastianus
Leucotabanus sebastianus är en tvåvingeart som beskrevs av David Fairchild 1941. Leucotabanus sebastianus ingår i släktet Leucotabanus och familjen bromsar. Inga underarter finns listade i Catalogue of Life.